# Torii Yōzō

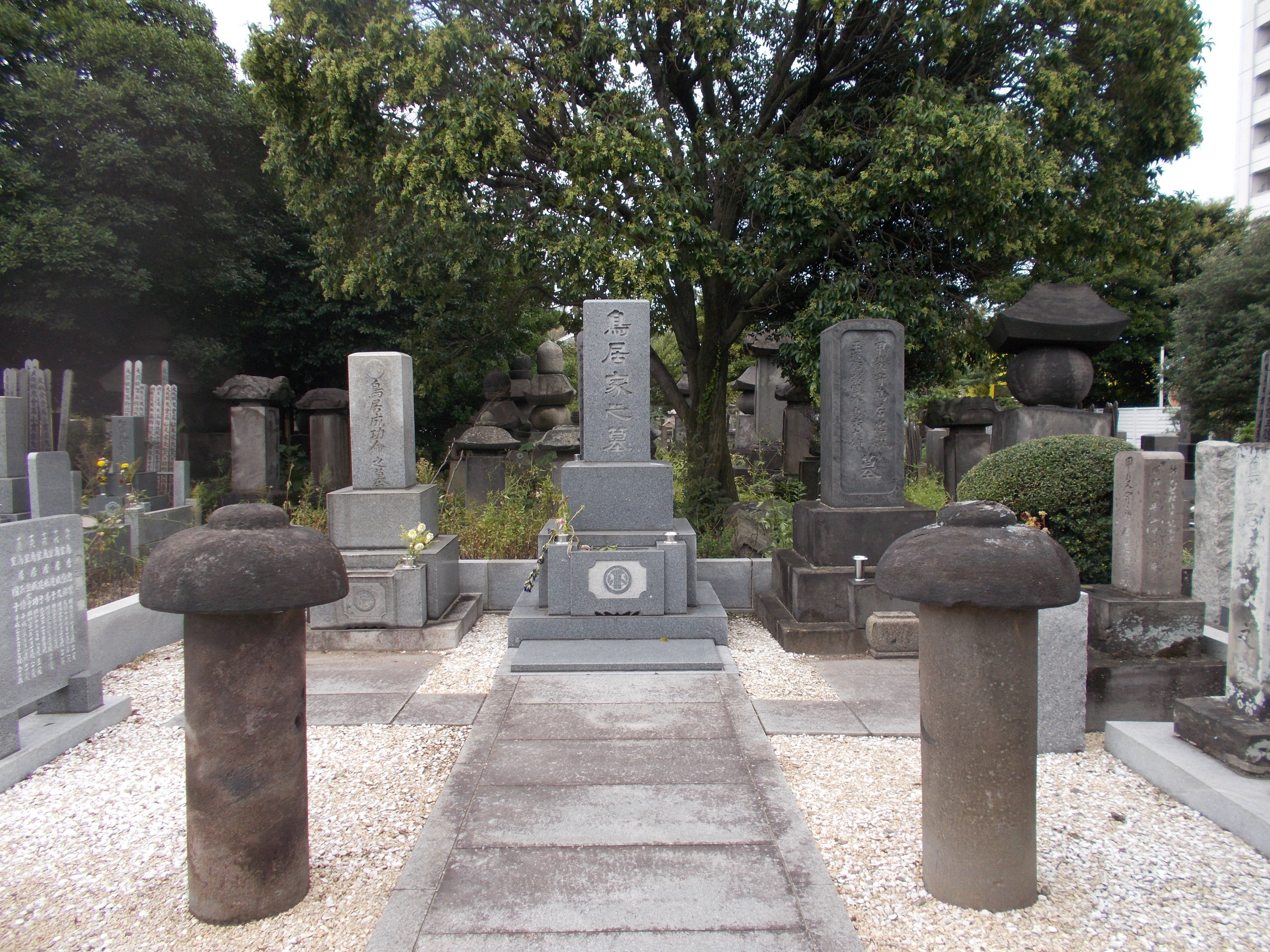
Grab des Torii Yōzō

Torii Yōzō (japanisch 鳥居 耀蔵; geboren 22. Dezember 1796 in der Provinz Mino; gestorben 3. Oktober 1873 in Tokio) war ein japanischer Shogun-Gefolgsmann in der späten Edo-Zeit.

## Leben und Wirken
Torii Yōzō war das siebte Kind von Hayashi Jussai (1768–1841), der zu einer Konfuzius-orientieren Familie gehörte. Seine Mutter war die Konkubine Maehara Yayo (前原 八耀). 1820, im Alter von 25 Jahren, wurde er von der Hatamoto-Familie Torii, die ein Einkommen von 7500 Koku hatte, adoptiert. Später wurde er Oberhaupt der Familie. Er hatte sich intensiv mit dem Konfuzianismus beschäftigt und zeichnete sich durch Poesie-Begabung aus.
Anfang Februar 1823 trat Torii in den Dienst des Shogunats ein und wurde Nakaokuban (中奥番) und stieg später zu Positionen wie Kachikashira (徒頭), Nishimaru Metsuke (西丸目付), Hommaru Metsuke (本丸目付) auf. 1839 wurde er beauftragt, die Edo-Bucht zur Verteidigung von Edo zu untersuchen. Zu diesem Zweck reiste er zusammen mit Egawa Hidetatsu (1801–1855), seinem Stellvertreter, um die Bucht herum. Zu dieser Zeit kam es bei Egawas Untergebenen in Bezug auf Landvermessungstechniken zu neuen Erkenntnissen aus Texten aus Europa. Torii war gegen das „Eindringen von barbarischen Studien“ (夷狄の学, Iteki no gaku) eingestellt und setzte alles daran, solche westliche Studien zu unterdrücken.
Eines der zentralen Themen der Tempō-Reformen (天保の改革), die von Mizuno Tadakuni (1794–1851), dem Rōjū, gefördert wurden, war „Wiederherstellung der Samurai-Moral“ (復古と士道作興, Fukko to shidō sakkō). Das „Bansha no Goku“ wurde von Torii als im Einklang mit dem Geist der Reformen gesehen. Seitdem wurde er Mizunos Vertrauter und beteiligte sich an den Reformen.
Im August 1842 konnte Torii den Kommissar für Süd-Edo (江戸南町奉行, Edo Nanchō bugyō), Yabe Sadanori (矢部 定謙; 1789–1842), stürzen und wurde zu seinem Nachfolger. Schließlich arbeitete er als Stabschef von Mizuno hart daran, Reformen strikt durchzusetzen, was ihn als Unterdrücker des Volkes verhasst machte. Im September 1844, nach Mizunos Sturz, verlor er seine Stellung als Stadtkommissar. Im folgenden Jahr wurde er als Verbrecher vor Gericht gestellt und nach Marugame (Provinz Sanuki) geschickt und bei der dort residierenden Daimyō-Familie Kyōgoku unter Hausarrest gestellt. Nach 23 Jahren wurde er schließlich im November 1868 freigelassen und konnte nach Tokio zurückkehren.
Als Torii die Verwestlichung Tokios sah, sagte er herablassend, dass seine Vorhersagen von vor 30 Jahren wahr seien und er bis zu seinem Tod konsequent an seiner Ideologie der Vertreibung von Ausländern festhielte.